# Balogh Péter (tanácsos)
Ócsai Balogh Péter  (Bágyon, 1748. augusztus 14. – Bágyon, 1818. október 16.) császári és királyi belső titkos tanácsos, főispán

## Élete
A késmárki és a Pozsonyi Evangélikus Líceumban tanult és már 23 éves korában Nógrád vármegye szolgabírája, majd alispánja lett. 1785-ben a királyi táblai ülnökévé, 1787-ben udvari tanácsossá, majd a Hétszemélyes Tábla bírájává, azután a magyar udvari kancelláriánál előadóvá nevezték ki. Mivel élesen szembeszállt II. József abszolutisztikus törekvéseivel a szeptemviri hivatalról lemondani kényszerült. 1789-ban az evangélikus egyházak főinspektora lett. Kidolgozta a filium successionis interruptum elméletet, mely szerint II. József "törvénytelen uralmával" megszakadt a Habsburg-ház trónörökösödési joga. A Habsburgoktól való elszakadás reményében a porosz udvarral kapcsolatot kereső nemesi csoport egyik meghatározó személyisége volt. Az 1790–1791-es országgyűlésen, Nógrád vármegye követeként a főleg protestáns Habsburg-ellenes köznemesség egyik fő szószólója, akinek a protestánsok vallásszabadsága ügyében tartott beszédei feltűnést keltettek. A francia forradalom radikalizálódásával kapcsolatos hírek hatására 1791-től közeledett a Habsburg-házhoz. 1791-ben Torontál-, 1802-ben Zólyom vármegye főispánjává nevezték ki. 
Temetésekor Kolosváry István magyar, Walentiny János pedig szlovák nyelvű beszédet tartottak. A pesti evangélikus hitközség ünnepi istentisztelete alkalmával Kis János tartott gyászbeszédet.

## Munkái
- Deductio ill. dni… de arctiori nexu principatus Transsilvaniae cum regno Hungariae. H. n. (1791.)
- Dictio qua St. et Ordines C. Zoliensis exc. d. Petrum Balogh de Ocsa etc. die 28. m. martii 1802. venerati sunt. Beszterczebánya, 1802. (Beszéde.)
- Projectum de extraneis civitate hungarica qua ratione donandis. (Posonii, 1826.)
- Projectum circa formulam juramenti palatinalis. (Posonii, 1826.) Mindkettő az 1790/1. országgyűlés megbízásából 1793-ban készült és az Opus excels. deputationis regnicolaris in publico politicis cz. gyűjteményben jelent meg.